# RSV Rotation Greiz
Der Ringkampf- und Sport Verein „Rotation“ Greiz ist ein 1931 gegründeter Ringerverein aus dem vogtländischen Greiz.

## Erfolge
Im Jahre 2000 stieg der RSV Rotation Greiz in die 1. Ringer-Bundesliga auf und schaffte 2002 mit dem Erreichen des Playoff-Halbfinales um die deutsche Meisterschaft den größten Erfolg der Vereinsgeschichte. Nach dem Rückzug in die Drittklassigkeit aus finanziellen Gründen war der Verein seit Herbst 2006 wieder in der 2. Ringer-Bundesliga zu finden. 2018 stieg die Mannschaft wieder in die 1. Ringer-Bundesliga auf und kämpft dort in der Staffel Südost mit sechs weiteren Vereinen.

## Bekannte Mitglieder
Einer der bekanntesten Ringer aus Greiz ist Uwe Neupert. Er wurde zweimal Weltmeister und dreimal Europameister und gewann eine olympische Silbermedaille.
Auch der Leichtgewichtler Heinz Becker und der Mittelgewichtler Kurt Hoffmann waren in den 1950er Jahren als DDR-Meister erfolgreich. Becker wurde 1953 und Hoffmann 1953, 1954 und 1955 deutscher Meister. Der Turner Albin Lätzer gewann 1949, 1950 und 1951 die DDR-Meisterschaft im Bodenturnen und 1950 auf die im Sprungpferd.